# Torrent del Cargol
El torrent del Cargol també anomenat torrent de Tapioles és un curs d'aigua que s'origina en la unió de diversos torrents provinents del turó Sul i del turó Blau a Montcada i Reixac, a l'extrem oriental de la serra de Collserola. En un principi la seva vall davalla en direcció Nord però després de creuar el cementiri de Collserola gira cap a Xaloc i creua els barris de Can Cuiàs i Vallbona on finalment desemboca al Besòs. A la seva vall, dins el parc natural de Collserola, s'hi havia establert un nucli de poblament de barraques i altres construccions precàries, assentament que finalment fou enderrocat l'any 2012.
Aquest curs es salvat per l'anomenat aqüeducte de Tapioles, monument catalogat i construït a la segona meitat del segle xix per a la conducció d'aigües.